# 부산일보 (일제 강점기)
부산일보는 대한제국 말기부터 일제 강점기까 부산에서 발행된 일본어 신문이다. 해방 이후 한국인 종업원들은 민주중보(民主衆報)로 바꾸어 경영했으나, 미군정은 관에 몰수된 부산일보를 다른 기관에 불하하기로 결정해 새 부산일보가 구 부산일보의 시설을 양수하였다.

## 같이 보기
- 한국의 신문